# Orientierungslauf-Weltcup 2000
Der Orientierungslauf-Weltcup 2000 war die achte Auflage der internationalen Wettkampfserie im Orientierungslauf. Die Norwegerin Hanne Staff verteidigte den Gesamtsieg bei den Damen. Bei den Herren gewann als erster Finne Jani Lakanen.
Ausgetragen wurde die Weltcup-Saison in fünf Runden mit insgesamt zwölf Wettkämpfen, darunter drei Staffelrennen.

## Austragungsorte
| Runde | Wettkampf | Datum             | Austragungsort | Wettbewerb          | Bemerkung             |
| ----- | --------- | ----------------- | -------------- | ------------------- | --------------------- |
| 1     | 1         | 15. April         | Fuji           | Langdistanz         |                       |
| 1     | 2         | 16. April         | Fuji           | Staffel             |                       |
| 2     | 3         | 22. April         | Canberra       | Kurzdistanz         |                       |
| 2     | 4         | 23. und 24. April | Canberra       | Zwei-Tage-Wettkampf |                       |
| 3     | 5         | 30. Juni          | Truskawez      | Staffel             | Europameisterschaften |
| 3     | 6         | 3. Juli           | Truskawez      | Langdistanz         | Europameisterschaften |
| 3     | 7         | 4. Juli           | Truskawez      | Kurzdistanz         | Europameisterschaften |
| 4     | 8         | 18. bis 21. Juli  | Lahti          | Drei-Tage-Wettkampf |                       |
| 4     | 9         | 20. Juli          | Lahti          | Ultrakurz           |                       |
| 5     | 10        | 11. Oktober       | Lissabon       | Kurzdistanz         |                       |
| 5     | 11        | 12. Oktober       | Lissabon       | Langdistanz         |                       |
| 5     | 12        | 14. Oktober       | Lissabon       | Staffel             |                       |

## Einzel

### Herren
| Datum         | Ort       | Distanz   | 1. Platz                    | 2. Platz             | 3. Platz         | Anmerkungen |
| ------------- | --------- | --------- | --------------------------- | -------------------- | ---------------- | ----------- |
| 15. April     | Fuji      | Lang      | Allan Mogensen              | Carl Henrik Bjørseth | Janne Salmi      |             |
| 22. April     | Canberra  | Kurz      | Jamie Stevenson             | Tore Sandvik         | Janne Salmi      |             |
| 23.–24. April | Canberra  | Mehrtage  | Tore Sandvik                | Holger Hott Johansen | Timo Karppinen   |             |
| 3. Juli       | Truskawez | Lang      | Walentin Nowikow            | Marián Dávidík       | Bjørnar Valstad  |             |
| 4. Juli       | Truskawez | Kurz      | Walentin Nowikow            | Juri Omeltschenko    | Tore Sandvik     |             |
| 18.–21. Juli  | Lahti     | Mehrtage  | Jimmy Birklin               | Niclas Jonasson      | Michail Mamlejew |             |
| 20. Juli      | Lahti     | Ultrakurz | Allan Mogensen              | Tore Sandvik         | Walentin Nowikow |             |
| 11. Oktober   | Lissabon  | Kurz      | Jani Lakanen Emil Wingstedt |                      | Jamie Stevenson  |             |
| 12. Oktober   | Lissabon  | Lang      | Emil Wingstedt              | Jani Lakanen         | Thomas Bührer    |             |

### Damen
| Datum         | Ort       | Distanz   | 1. Platz         | 2. Platz                     | 3. Platz                 | Anmerkungen |
| ------------- | --------- | --------- | ---------------- | ---------------------------- | ------------------------ | ----------- |
| 15. April     | Fuji      | Lang      | Emma Claesson    | Heather Monro                | Maria Sandström          |             |
| 22. April     | Canberra  | Kurz      | Hanne Staff      | Brigitte Wolf                | Nicki Taws               |             |
| 23.–24. April | Canberra  | Mehrtage  | Simone Luder     | Heather Monro                | Käthi Widler             |             |
| 3. Juli       | Truskawez | Lang      | Hanne Staff      | Brigitte Wolf                | Yvette Baker             |             |
| 4. Juli       | Truskawez | Kurz      | Jenny Johansson  | Simone Luder                 | Anna Górnicka-Antonowicz |             |
| 18.–21. Juli  | Lahti     | Mehrtage  | Simone Luder     | Kirsi Boström                | Katarina Allberg         |             |
| 20. Juli      | Lahti     | Ultrakurz | Simone Luder     | Marika Mikkola               | Hanne Staff              |             |
| 11. Oktober   | Lissabon  | Kurz      | Katarina Allberg | Katalin Oláh Cecilia Nilsson |                          |             |
| 12. Oktober   | Lissabon  | Lang      | Katalin Oláh     | Yvette Baker                 | Hanne Staff              |             |

## Staffel

### Herren
| Datum       | Ort       | 1. Platz                                                 | 2. Platz                                                 | 3. Platz                                                | Anmerkungen |
| ----------- | --------- | -------------------------------------------------------- | -------------------------------------------------------- | ------------------------------------------------------- | ----------- |
| 16. April   | Fuji      | Finnland 1 Mikael Boström Janne Salmi Jani Lakanen       | Schweden 1 Niclas Jonasson Emil Wingstedt Håkan Eriksson | Finnland 2 Timo Karppinen Petteri Muukkonen Mats Haldin |             |
| 30. Juni    | Truskawez | Schweiz Matthias Niggli Christoph Blattner Thomas Bührer | Tschechien Vladimir Lucan Michal Jedlicka Rudolf Ropek   | Schweden 2 Fredrik Löwegren Thomas Asp Jörgen Olsson    |             |
| 14. Oktober | Lissabon  | Schweiz                                                  | Schweden                                                 | Norwegen                                                |             |

### Damen
| Datum       | Ort       | 1. Platz                                                    | 2. Platz                                                  | 3. Platz                                                      | Anmerkungen |
| ----------- | --------- | ----------------------------------------------------------- | --------------------------------------------------------- | ------------------------------------------------------------- | ----------- |
| 16. April   | Fuji      | Norwegen 1 Ragnhild Myrvold Elisabeth Ingvaldsen Hanne Saff | Finnland 1 Reeta Kolkkala Satu Mäkitammi Kirsi Boström    | Schweden 2 Jenny Borgström Jenny Johansson Cecilia Nilsson    |             |
| 30. Juni    | Truskawez | Norwegen Elisabeth Ingvaldsen Birgitte Husebye Hanne Staff  | Schweden Katarina Allberg Maria Sandström Jenny Johansson | Vereinigtes Königreich Jenny James Yvette Baker Heather Monro |             |
| 14. Oktober | Lissabon  | Norwegen                                                    | Vereinigtes Königreich                                    | Schweden                                                      |             |

## Gesamtwertung

### Einzel
| Herren | Herren | Herren               | Herren |
| Platz  | Land   | Athlet               | Punkte |
| ------ | ------ | -------------------- | ------ |
| 1      | FIN    | Jani Lakanen         | 261    |
| 2      | NOR    | Tore Sandvik         | 256    |
| 3      | DEN    | Allan Mogensen       | 252    |
| 4      | SWE    | Emil Wingstedt       | 251    |
| 5      | RUS    | Walentin Nowikow     | 241    |
| 6      | NOR    | Bjørnar Valstad      | 241    |
| 7      | FIN    | Janne Salmi          | 236    |
| 8      | FIN    | Timo Karppinen       | 230    |
| 9      | FIN    | Mikael Boström       | 221    |
| 10     | NOR    | Carl Henrik Bjørseth | 214    |

| Damen | Damen | Damen            | Damen  |
| Platz | Land  | Athletin         | Punkte |
| ----- | ----- | ---------------- | ------ |
| 1     | NOR   | Hanne Staff      | 276    |
| 2     | SUI   | Simone Luder     | 261    |
| 3     | GBR   | Heather Monro    | 255    |
| 4     | SWE   | Katarina Allberg | 246    |
| 5     | SUI   | Brigitte Wolf    | 241    |
| 6     | SWE   | Jenny Johansson  | 243    |
| 7     | FIN   | Reeta Kolkkala   | 241    |
| 8     | GBR   | Yvette Baker     | 241    |
| 9     | FIN   | Kirsi Boström    | 238    |
| 10    | SWE   | Emma Engstrand   | 230    |

### Staffel
| Herren | Herren                 | Herren | Herren |
| Platz  | Land                   | Punkte |        |
| ------ | ---------------------- | ------ | ------ |
| 1      | Schweden               | 47     |        |
| 2      | Norwegen               | 45     |        |
| 3      | Schweiz                | 42     |        |
| 4      | Finnland               | 40     |        |
| 5      | Dänemark               | 31     |        |
| 6      | Vereinigtes Königreich | 29     |        |
| 7      | Tschechien             | 27     |        |
| 8      | Frankreich             | 18     |        |
| 9      | Russland               | 15     |        |
| 10     | Österreich             | 13     |        |
| 10     | Ukraine                | 13     |        |

| Damen | Damen                  | Damen  | Damen |
| Platz | Land                   | Punkte |       |
| ----- | ---------------------- | ------ | ----- |
| 1     | Norwegen               | 55     |       |
| 2     | Schweden               | 49     |       |
| 3     | Schweiz                | 46     |       |
| 4     | Vereinigtes Königreich | 36     |       |
| 5     | Finnland               | 35     |       |
| 6     | Frankreich             | 24     |       |
| 7     | Dänemark               | 23     |       |
| 8     | Tschechien             | 18     |       |
| 9     | Ukraine                | 11     |       |
| 10    | Australien             | 9      |       |
| 10    | Litauen                | 9      |       |